# Piper cenocladum
El arbusto tropical selvático Piper cenocladum es miembro del mismo género que kava, betel, pimienta negra. Es una mirmecófita: planta que vive en mutualismo con hormigas. Esta sp.   y otras tres o cuatro estrechamente vinculadas se conocen colectivamente como plantas de hormigas o pimienta de las hormigas.  Tiene hojas verdes, anchas y brillantes y crece en oscuras áreas en la selva de Costa Rica y países vecinos.

## Descripción
Son arbustos que alcanzan un tamaño de 1.5–3.5 m de alto,  profusamente ramificados; tallos verde nítidos, con entrenudos de 2.5–6.5 cm de largo, estriados. Hojas uniformes en forma y tamaño, simétricas, elíptico-ovadas a elíptico-lanceoladas, obovadas u oblongas, de 15–22 cm de largo y  9–11 cm de ancho, ápice mucronado a cortamente acuminado, verde nítidas en la haz y verde pálidas o blanquecinas en el envés, cartáceas, gris verdosas o café obscuras en ambas superficies y opacas cuando secas, glabras en la haz. Inflorescencias curvadas distalmente y blancas en la antesis, erectas y verde amarillentas en fruto, pedúnculo (0.5–) 0.7–1.2 cm de largo, ferrugíneo-tomentoso, raquis 13–24 (–28) cm de largo, glabro, brácteas florales triangulares, 0.3–0.4 mm de ancho, flores densamente agrupadas en el raquis formando bandas alrededor de la espiga, sésiles; estambres 4, filamentos más largos que las anteras, éstas con dehiscencia horizontal, conectivo discreto y eglandular; pistilo umbonado con 3 estigmas sobre un estilo prominente. Frutos ovoides, apiculados, glabros, negros cuando secos.

## Características
Esta sp. tiene grandes peciolos que proveen guarida a hormigas, especialmente a las spp. Pheidole bicornis.  La planta también produce sustancias alimenticias que las hormigas usan como su principal fuente de alimentos. Y ellas defienden a la planta de la predación de orugas herbívoras y de fungi. Agregado a esta complejidad de la cadena alimentaria están los coleópteros Tarsobaenus letourneauae, un predador especializado que vive en sus peciolos y se alimenta de hormigas y de sus huevos. Esta cadena alimentaria es un ejemplo de ascenso y descenso ecológico, donde el predador principal afecta a toda la cadena inferior del sistema. El Tarsobaenus mantiene el número de hormigas (reduciendo su superpoblación), que podrían causar defoliaje.

## Taxonomía
Piper cenocladum fue descrita por Anne Casimir Pyrame de Candolle y publicado en Anales del Instituto Físico-Geográfico y del Museo Nacional de Costa Rica 9: 168. 1896[1898].
Sinonimia
- Piper pentagonum Trel.[2]